# Konsubstantiation
Konsubstantiation bezeichnet oft in der lutherischen Abendmahlslehre die sakramentale Einheit von Leib und Blut Jesu Christi mit Brot und Wein. Das lutherische Abendmahlsverständnis geht also von einer Realpräsenz des Leibes und Blutes Christi in den Abendmahlsgaben Brot und Wein aus.

## Theologische Bedeutung
Die Konsubstantiationslehre ist jedoch keine genuin lutherische Lehrauffassung. Auch die lutherische Reformation griff auf ältere Traditionen zurück. So vertraten bereits Theologen wie Duns Scotus, Wilhelm von Ockham, Johannes Gerson, Pierre d’Ailly oder Gabriel Biel die Meinung, dass die Konsubstantiationslehre besser mit der Vernunft vereinbar sei. Dennoch hielten die genannten römisch-katholischen Theologen formal an der althergebrachten Transsubstantiationslehre des IV. Laterankonzils fest, die sich auch bis heute in der orthodoxen, altkatholischen und anglikanischen Kirche gehalten hat.
Die maßgebliche Formulierung der lutherischen Abendmahlslehre findet sich in der Konkordienformel, wonach die Gläubigen den Leib und das Blut Jesu Christi in, sub et cum Brot und Wein mit dem Mund zur Vergebung der Sünden empfangen. Luther hat sich begrifflich nicht in dieser Weise festgelegt; er illustriert die Vorstellung durch das Bild eines im Feuer zum Glühen gebrachten Eisens: Feuer und Eisen sind im rotglühenden Eisen verbunden, aber beide noch vorhanden. Das bedeutet also, dass durch die Konsekration der Leib Christi und das Brot sowie das Blut Christi und der Wein eine sakramentale Einheit bilden.
Die Realpräsenz des wahren Leibes und Blutes Christi unter Brot und Wein darf jedoch nicht in der Weise missverstanden werden, dass Christus zerteilt werde. Vielmehr ist der ganze Christus (totus Christus) in den konsekrierten Gaben wahrhaft gegenwärtig (Konkomitanz). Das darf aber nicht zur Begründung des Kelchentzugs dienen: denn Jesus Christus hat in den Einsetzungsworten selbst die communio sub utraque specie, das Abendmahl in beider Gestalt, befohlen.

## Problematik einer unklaren Definition
Der Begriff „Konsubstantiation“ wurde allerdings weder von Luther in seinen Bekenntnisschriften noch in den übrigen reformatorischen Bekenntnisschriften explizit erwähnt oder definiert.
Aufgrund dieser Gegebenheit lehnen einige Lutheraner den Begriff ab.  Sie gehen davon aus, der Begriff „Konsubstantiation“ beinhalte die Bedeutung, Brot und Leib bzw. Wein und Blut würden eine gemeinsame, dritte Substanz formen oder aber die Bedeutung, dass Christi Leib und Blut gleichwie Brot und Wein in natürlicher Weise anwesend wären.
So lehnt die Lutherische Kirche – Missouri-Synode die Konsubstantiation als eine fälschlicherweise dem Luthertum zugeschriebene Sichtweise der Abendmahlslehre ab. Die lutherische Sicht wird allein mit dem Begriff der Realpräsenz beschrieben, wonach die Gläubigen Leib und Blut Christi „in, unter und mit“ Brot und Wein empfangen.

## Ökumenische Bedeutung
Im Gegensatz zur von der lutherischen Reformation verfochtenen Abendmahlslehre geht die in der römisch-katholischen, orthodoxen, altkatholischen und anglikanischen Kirche bis heute maßgebliche Transsubstantiationslehre davon aus, dass die Substanz – das Wesen, nicht die chemische Substanz – der Abendmahlselemente durch die Wandlung einer neuen Substanz, nämlich Jesus Christus, weicht und nur noch die Akzidenzien, also die äußere Erscheinung und chemische Zusammensetzung, von Brot und Wein übrig bleiben. Neben dem bereits im Spätmittelalter formulierten Einwand, dass diese Lehre nicht mit der Vernunft vereinbar sei, kritisierte die Reformation vor allem die fehlende Verankerung der Lehre in der Hl. Schrift.
Die 1973 gefundene Formel der Leuenberger Konkordie, dass Christus sich „in seinem für alle dahingegebenen Leib und Blut durch sein verheißendes Wort mit Brot und Wein“ schenkt, nimmt das Verständnis der Konsubstantiation im Sinne der Konkordienformel nur unvollkommen auf. Sie legt in deutlicher Weise die Betonung auf den Akt der Abendmahlsfeier und weniger auf die sakramentale Einheit des wahrhaftig anwesenden Leibes und Blutes Christi unter Brot und Wein. Deshalb haben nicht alle lutherischen Kirchen diesen Konsenstext unterzeichnen können, wie beispielsweise die Selbständige Evangelisch-Lutherische Kirche.